# Господар прстенова (филм из 1978)
Господар прстенова (енгл. The Lord of the Rings) је анимирани епски фантастични филм из 1978. године, режисера Ралфа Бакшија. Адаптација је истоименог Толкиновог романа епске фантастике и обухвата радњу Дружине прстена, као и прву половину радње Две куле. Смештен у Средњу земљу, филм прати групу хобита, виловњака, људи, патуљака и чаробњака, који оформљавају дружину. Они крећу на путовање како би уништили Јединствени прстен, који је направио мрачни господар Саурон, што би уништило и њега.
Бакши се сусрео са Толкиновим делима почетком каријере, а неколико пута је покушао да продуцира Господара прстенова као анимирани филм, пре него што му је Сол Зенц дао финансијска средства, а дистрибуцију је урадила компанија United Artists. Филм је познат по широкој употреби ротоскопирања, технике у којој се сцене најпре снимају уживо, а затим прате на анимацији. Коришћена је мешавина традиционалне анимације и ротоскопирања снимака уживо. Гласове у филму позајмљују Вилијам Сквајр, Џон Херт, Мајкл Грејам Кокс, Ентони Данијелс и други, а филм је такође био и један од првих приказиваних у биоскопима, који су користили Dolby Stereo звучни систем. Сценарио је написао Питер С. Бигл, према ранијем нацрту Криса Конклинга.
Иако је филм постигао финансијски успех, добио је помешане критике од стране критичара и није било званичног наставка да покрије преостали део приче. Ипак, филм је постао култни класик и наставио је са приказивањем као јутарњи и поноћни филм још скоро две деценије, а надахнуо је и трилогију Питера Џексона, што је он и објаснио на ДВД додатку филма Господар прстенова: Дружина прстена.

## Радња
Током раног Другог доба Средње земље, вилин-ковачи су исковали девет Прстенова моћи за смртне људе, седам за владаре патуљака и три за вилин-краљеве. Убрзо након тога, мрачни господар Саурон је створио Јединствени прстен и користио га је у покушају да заузме Средњу земљу. Након што је поразио Саурона, принц Изилдур је узео прстен, али након што су њега убили орци, прстен се налазио на дну реке Андуин скоро 2.500 година. Током тог времена, Саурон је узео девет прстенова и претворио њихове власнике у Утваре прстена. Јединствени прстен је пронашао Деагол, кога је убио његов рођак Смеагол и узео прстен за себе. Прстен је изврнуо његово тело и ум, а он је постао креатура позната као Голум и однео је прстен са собом у Маглене планине. Стотинама година касније, Билбо Багинс је пронашао прстен у Голумовој пећини и однео га је са собом у Округ.
Деценијама касније, током прославе Билбовог рођендана, чаробњак Гандалф му говори да остави свој прстен свом рођаку Фроду. Билбо невољно пристаје и напушта Округ. Пролази седамнаест година, током којих Гандалф сазнаје да су зле силе откриле да је прстен у поседу Багинса. Гандалф се среће са Фродом и објашњава му историју прстена и опасност коју представља. Због тога, Фродо напушта свој дом, носећи прстен са собом. Њему се придружују три пријатеља хобита, Сем, Пипин и Весели. Након што једва побегну од Утвара прстена, хобити долазе у село Бри, одакле их Арагорн води у Ривендал. Фрода је на Брегу ветрова, ранио вођа Утвара прстена, па је постајао све болеснији како се путовање настављало. Утваре прстена их убрзо поново сустижу, након што они сретну Леголаса и на последњем газу пред Ривендалом, Утваре прстена односи река.
У Ривендалу, Фрода је излечио Елронд. Тамо се поново сусреће са Гандалфом, који је раније побегао од чаробњака Сарумана, који планира да се удружи са Сауроном, а такође жели прстен за себе. Фродо се добровољно јавља да оде у Мордор, где прстен једино може бити уништен. Након тога, Фродо креће из Ривендала са осам сапутника: Гандалфом, Арагорном, Боромиром (сином домостојитеља Гондора), Леголасом, патуљком Гимлијем и три преостала хобита. 
Они покушавају да пређу Маглене планине, али их јак снег у томе спречава, па су они принуђени да иду кроз Морију. Тамо их нападају орци и Гандалф пада у амбис, након борбе са балрогом. Остатак дружине наставља путовање кроз вилин-шуму, Лотлоријен, где срећу вилин-краљицу Галадријелу. Када Боромир покуша да отме прстен Фроду, Фродо одлучује да настави своју мисију сам, али Сем инсистира да му се придружи. Боромира убијају орци, док је штитио Веселог и Пипина. Орци заробљавају њих двојицу и намеравају да их одведу у Изенгард, преко земље Рохан. Хобити се ослобађају и беже у шуму Фангорн, где упознају ента Дрвобрадог. Арагорн, Леголас и Гимли прате траг Веселог и Пипина до шуме, где они срећу Гандалфа, који је васкрсао након што је победио балрога. 
Њих четворица одлазе у главни град Рохана, Едорас, где Гандалф говори краљу Теодену да су његови људи у опасности. Арагорн, Гимли и Леголас онда одлазе у Хелмов понор. Фродо и Сем откривају да их Голум уходи и покушава да им узме прстен, па га хватају и поштеђују му живот како би их он одвео до Планине усуда. Голум убрзо почиње да кује заверу против њих и пита се да ли би „она” могла да помогне. У Хелмовом понору, Теоденове снаге се одупиру орцима, које је послао Саруман, када Гандалф стиже са Јахачима роханским и уништава армију орака.

## Улоге
| Глумац            | Улога                       |
| ----------------- | --------------------------- |
| Кристофер Гард    | Фродо Багинс                |
| Вилијам Сквајр    | Гандалф                     |
| Мајкл Скоулс      | Семвајз „Сем” Гемџи         |
| Џон Херт          | Арагорн                     |
| Сајмон Чендлер    | Мерјадок „Весели” Брендибак |
| Доминик Гард      | Перегрин „Пипин” Тук        |
| Норман Берд       | Билбо Багинс                |
| Мајкл Грејам Кокс | Боромир                     |
| Ентони Данијелс   | Леголас                     |
| Дејвид Бак        | Гимли                       |
| Питер Вудторп     | Голум                       |
| Фрејзер Кер       | Саруман                     |
| Филип Стоун       | Теоден                      |
| Мајкл Дикон       | Грима Црвјезик              |
| Андре Морел       | Елронд                      |
| Анет Кросби       | Галадријела                 |
| Џон Вестбрук      | Дрвобради                   |
| Алан Тилверн      | гостионичар Маслочвор       |